# Замок Гетцендорф
Замок Гетцендорф (нім. Schloss Hetzendorf) — бароковий палац у Гетцендорфі, Майдлінг, Відень, який використовувався імператорською родиною Габсбургів.

## Історія
Спочатку будівля була мисливським будиночком. Його перебудував архітектор Йоган Лукас фон Гільдебрандт. Імператриця Марія-Терезія наказала розширити його у 1743 році за проектом Ніколо Пакассі для своєї матері, імператриці Єлизавети Христини, яка жила тут з 1743 року до своєї смерті у 1750 році. Видатною особливістю палацу є передпокій[джерело?].
Саме тут у 1814 році померла Марія Кароліна Австрійська, королева Неаполя. Вона була улюбленою сестрою Марії-Антуанетти.

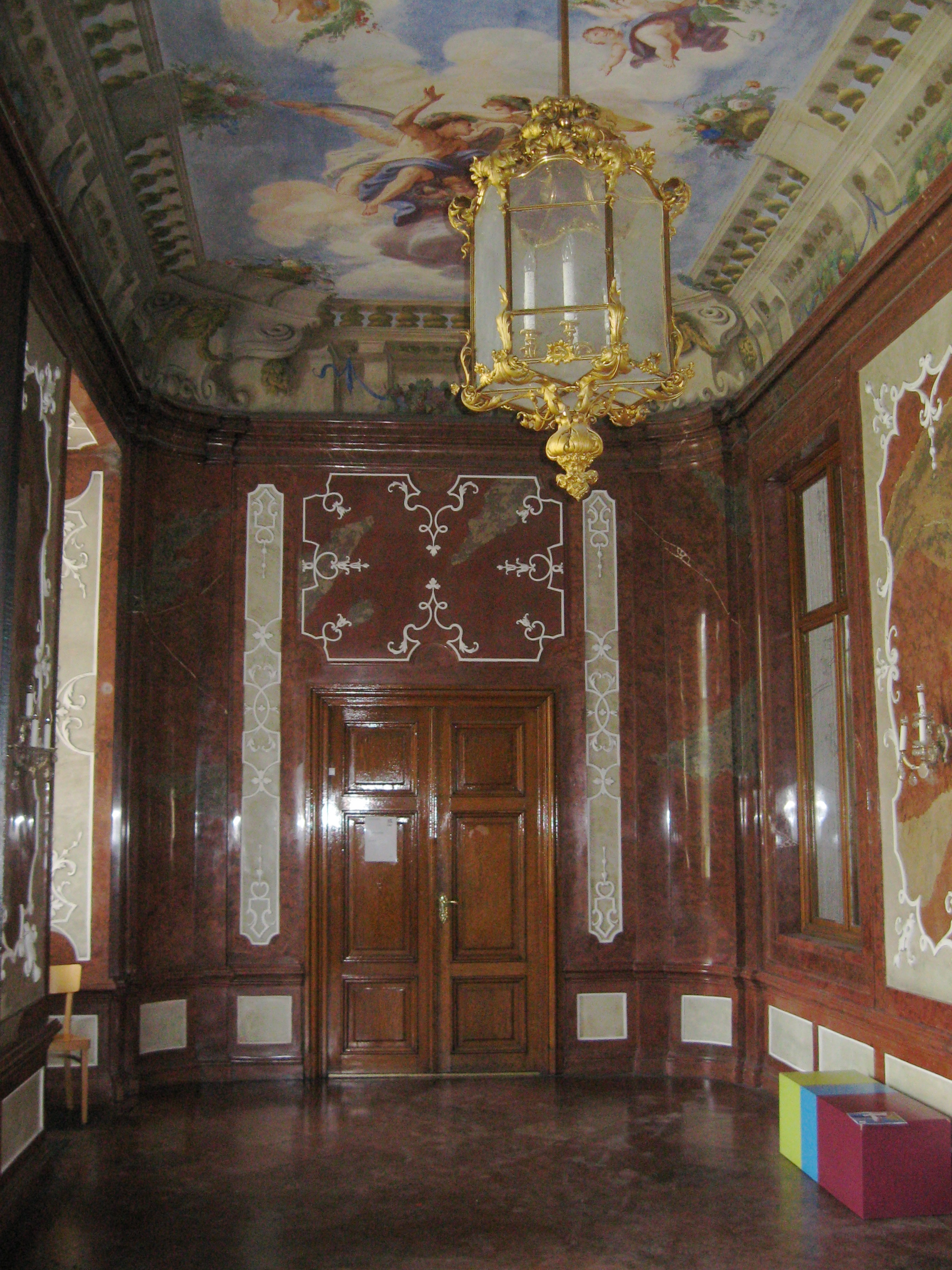
Sala terrena

Молодша дочка імператора Франца ІІ, ерцгерцогиня Марія Анна, жила тут з 1835 року до своєї смерті у 1858 році. Кажуть, що вона була розумово відсталою і страждала від жахливої деформації обличчя.
Саме в Гетцендорфі майбутня імператриця Зіта народила свою доньку, ерцгерцогиню Аделаїду Австрійську, у 1914 році. Аделаїда була другою дитиною імператриці Зіти та майбутнього австрійського імператора Карла I.
Сьогодні тут розміщена школа моди.